# Greceanca, Buzău
Greceanca este un sat în comuna Breaza din județul Buzău, Muntenia, România. Se află în apropierea dealurilor Istriței, în partea de vest a județului.
Între 1931 și 1968, satul Greceanca a fost reședința comunei Greceanca, formată în plasa Tohani a județului Buzău din satele Greceanca, Bădeni, Dorobanți, Drăgăici, Istrița de Jos și Pepiniera Istrița. Comuna a făcut parte după 1950 din raionul Mizil (întâi al regiunii Buzău și apoi, după 1952, al regiunii Ploiești), și a fost desființată în 1968, satele ei fiind transferate comunei Breaza sau (cum este cazul satului Istrița de Jos), comunei Săhăteni.